# David de Noter
David Émile Joseph de Noter né à Gand le 24 juin 1818 et mort à Saint-Eugène (actuelle Bologhine, en Algérie) le 21 janvier 1892 est un peintre belge naturalisé français.

## Biographie
David de Noter est le fils et élève de Jean-Baptiste de Noter (nl) (1786-1855), dessinateur et architecte, et de Carola Maya (1793- ?). Il est le petit-fils du peintre Pieter-Frans De Noter (1748-1830). 
Le 25 novembre 1845, David de Noter épousa à Malines Clémence Wauters (1823-1895). De cette union naquirent sept enfants : Léon-David (1848-1892), Henri-Louis (1848-1868), Marie-Henriette (1850-1904), Paul-Alexandre (1851-1858), Raphaël-Ferdinand (1856-1936) botaniste, agronome et journaliste , Albert-Clément (1858-1924) et Georges-Philippe (1859-1930).
Après en séjour en France et plus particulièrement en banlieue parisienne, au Vésinet il partit avec sa famille en Algérie où il mourut dans la misère,. 

## Œuvre
David de Noter peint des natures mortes et des scènes d’intérieur. Il collabore avec Henri Leys (1815-1869), Gustav Koller, Louis Tuerlinckx (1819-1894) et Alfred Stevens (1823-1906).

### Œuvres dans les collections publiques
- Amsterdam, musée d'Amsterdam : Jeune fille à la fenêtre, 37 × 31 cm.
- Berlin, Alte Nationalgalerie : Nature morte de fleurs et de fruits, huile sur panneau d'acajou, 20 × 30 cm[6].
- Brest, musée des Beaux-Arts : Nature morte à la grenade, 1854, 56,4 × 41,5 cm[7].
- Cambrai, musée, non localisé.
- La Fère, musée Jeanne d'Aboville : Vue de l'église Saint-Bavon à Gand
- Mulhouse, musée des Beaux-Arts : La Composition du menu, don de Frédéric Engel-Dollfus en 1865[8].

### Œuvres référencées en mains privées
- Nature morte, 1847, huile sur bois, 28 × 38 cm, Collection Rademakers (nl).
- Intérieur de cuisine, 1845, huile sur bois, 76 × 58 cm, collection Rademakers.

Œuvres de David de Noter
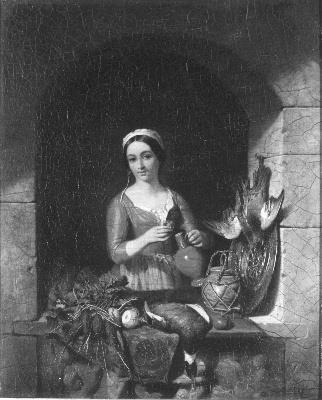
Jeune fille à la fenêtre, musée d'Amsterdam.
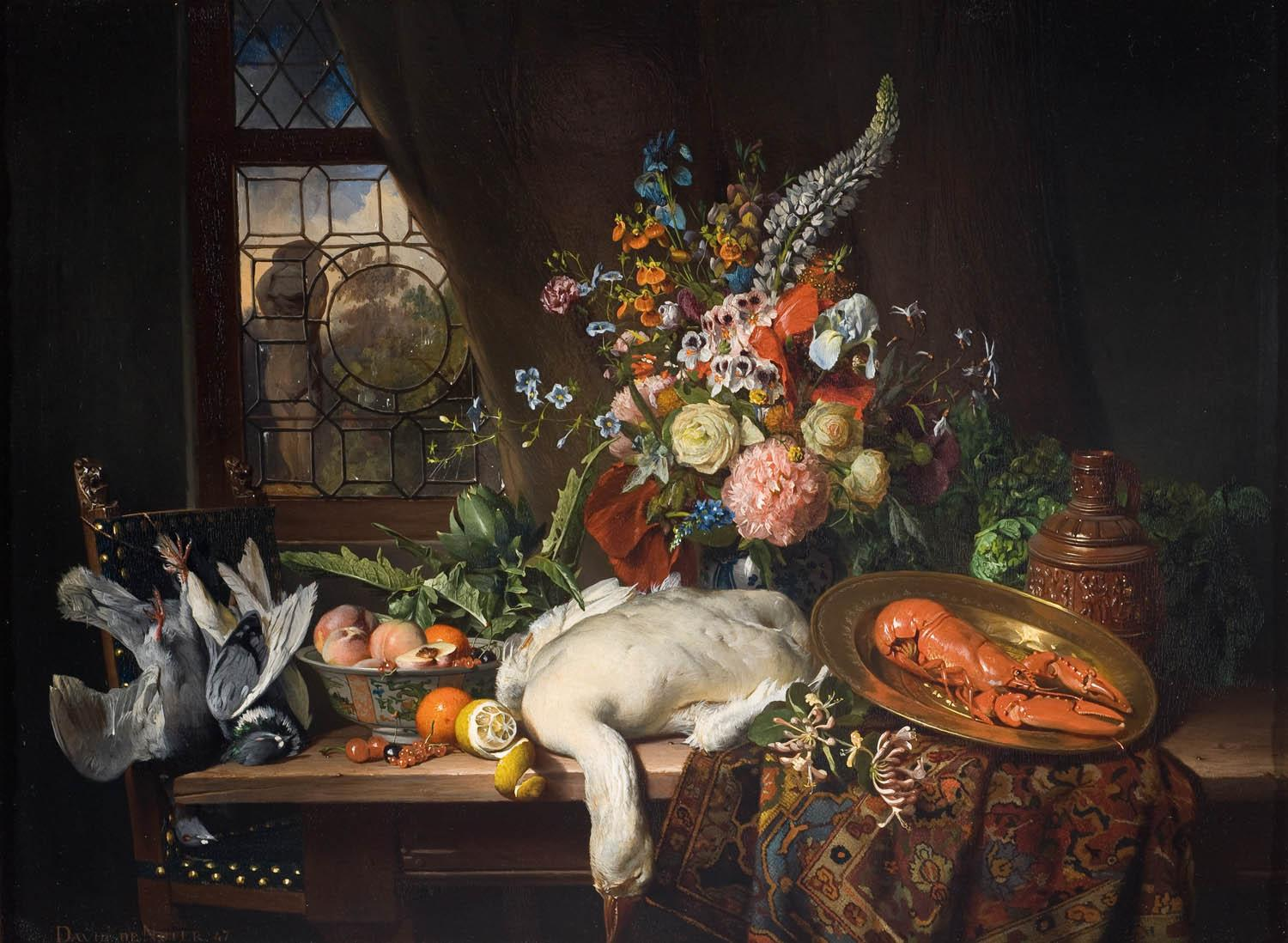
Nature morte (1847), Collection Rademakers (nl).
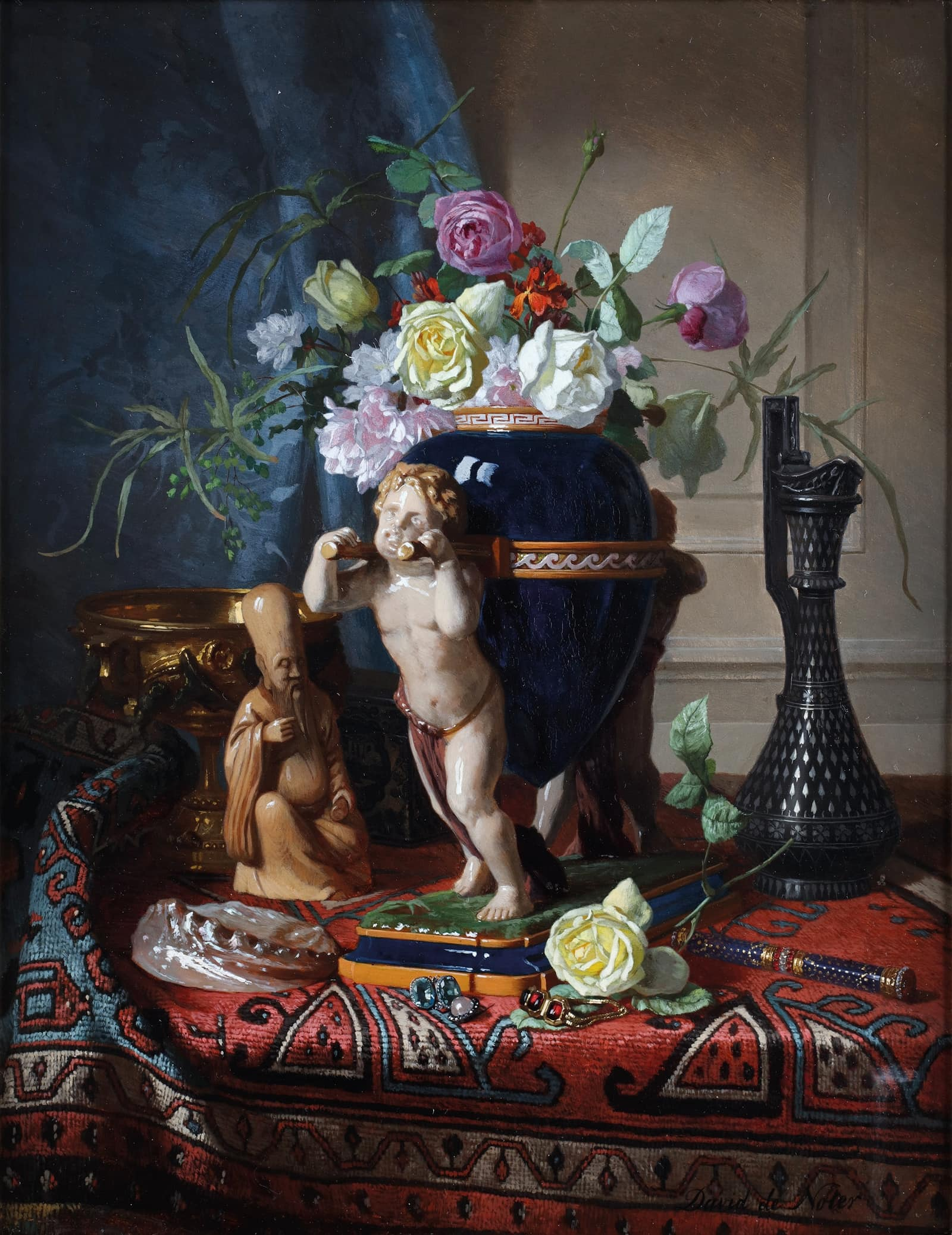
Nature morte avec un vase de fleurs de lapis-lazuli sur la table
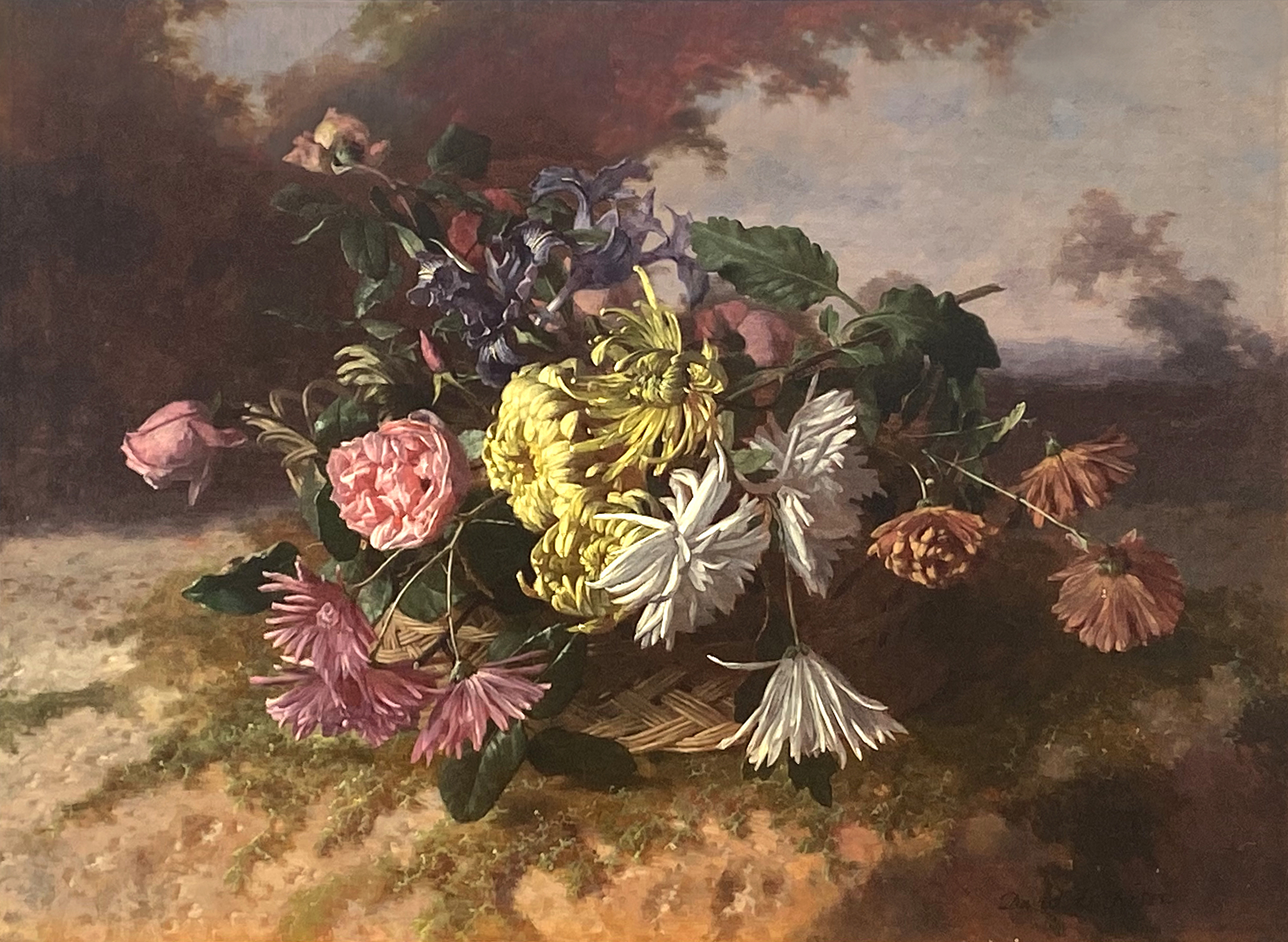
Nature morte aux fleurs
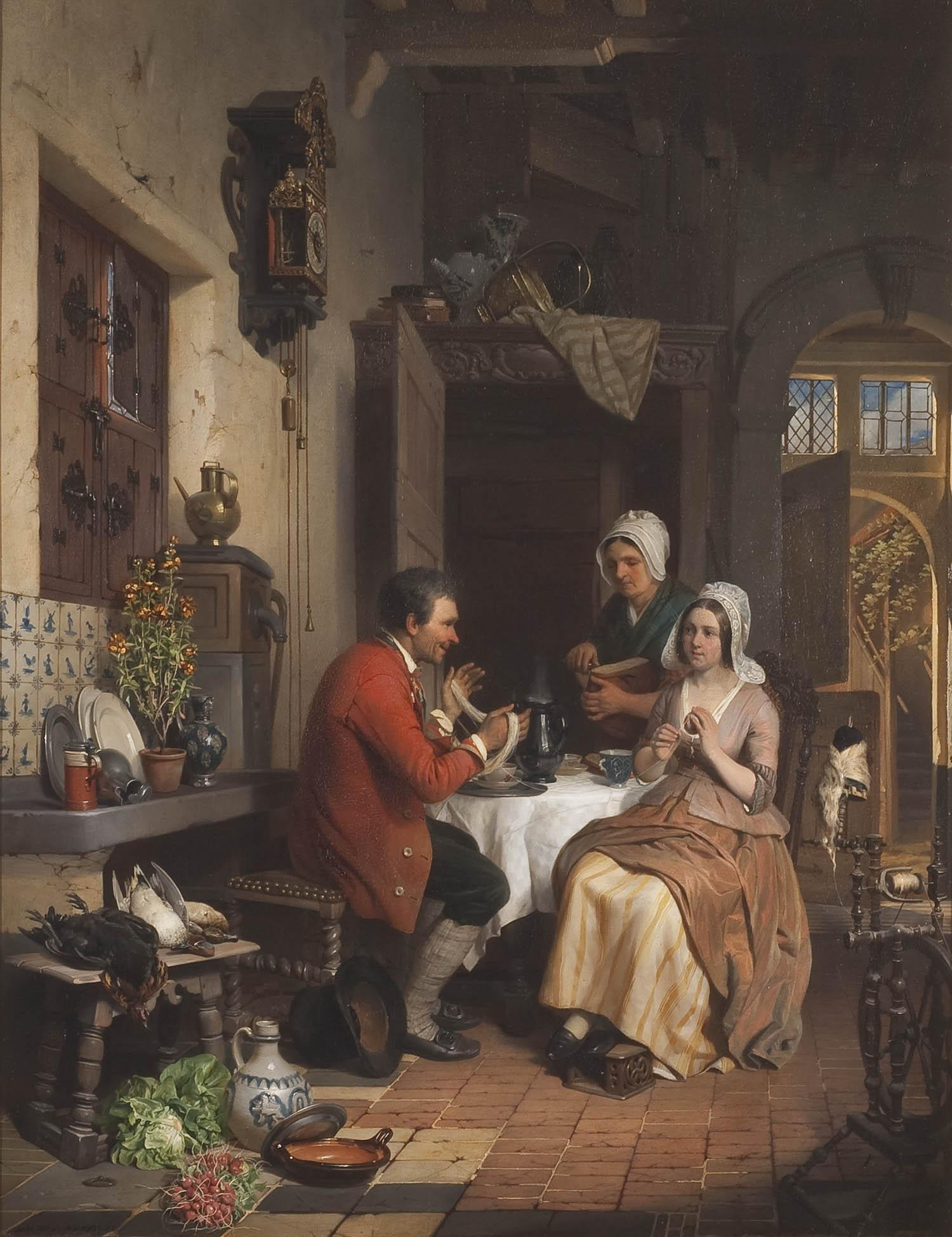
Intérieur de cuisine (1845), Collection Rademakers (nl).

## Distinctions
- 17 mai 1857 : chevalier de l'ordre du Christ (Portugal)[9].
- Chevalier de la Légion d'honneur[10],[11].

## Réception critique
« M. David de Noter, le peintre de la marmite et du pot au feu, a l'honneur d'annoncer à sa nombreuse clientèle, qu'il vient d'étendre considérablement son commerce. À l'avenir on trouvera chez lui une collection complète de bœufs écorchés, plus petits et plus pâles que nature, lièvres, plats, poissons, casseroles, et généralement tout ce qui concerne la cuisine et le garde-manger. Il continuera, comme par le passé, à dessiner admirablement ses personnages. Qu'on se le dise. »

— Félicien Rops, Les Cosaques : invasion au Salon de 1854, Bruxelles, p. 37.